# Ernst Wahliss

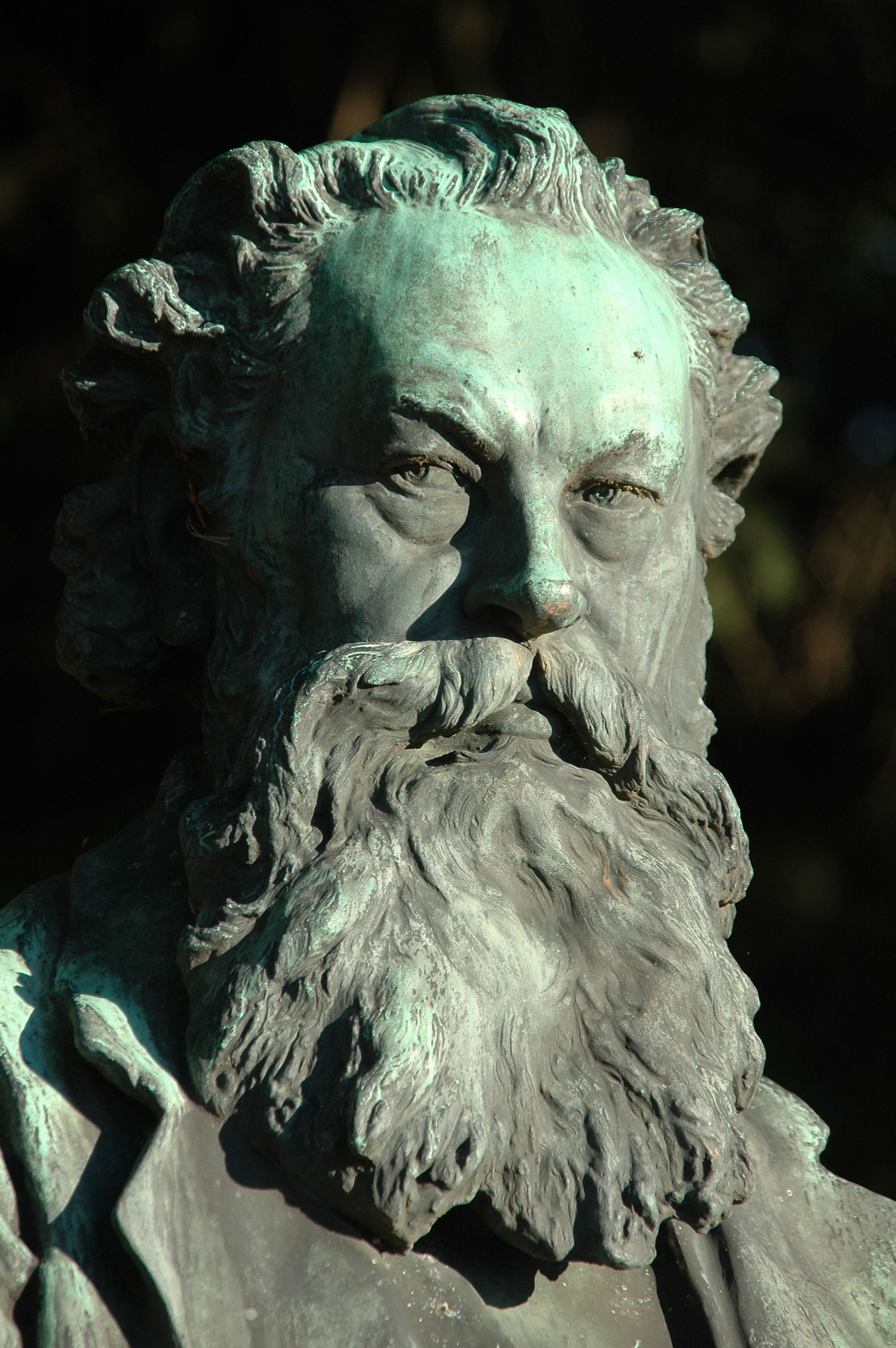
Wahliss-Büste an der Pörtschacher Seepromenade

Führer Etablissement Wahliss 1890

Warenhaus Ernst Wahliss (1906), Wien, Kärntner Straße, Nummer 17

Ernst Wahliss (* 1. März 1837 in Oschatz, Königreich Sachsen; † 18. Juli 1900 in Wien; vollständiger Name Carl Ernst David Wahliss) war ein österreichischer Geschäftsmann und Porzellanwarenfabrikant.
Obwohl er kein Kärntner war, zählt er dennoch zu den bedeutenden Wegbereitern des Fremdenverkehrs im Wörtherseeraum. Die Zeitgenossen bezeichneten ihn als „Schöpfer des modernen Pörtschach“. Der Kaufmann soll auch künstlerisch begabt gewesen sein und selbst Porzellan bemalt haben. Der Kaiser gab diesem Unternehmer mehrmals die Ehre seines persönlichen Besuches. Bei seinem Ableben wurde das Vermögen auf 20 Millionen Kronen geschätzt.

## Leben
Ernst Wahliss wurde am 1. März 1837 in Oschatz, Sachsen, geboren. Er verdiente seinen Lebensunterhalt zunächst als Reisender einer Porzellanmanufaktur. Im Oktober 1863 ehelichte er die Pastorentochter Anna Bahr (1839–1903), die ihm 11 Kinder gebar, von denen drei Söhne und vier Töchter den Vater überlebten. Nach der Hochzeit machte er sich selbständig und eröffnete im Heinrichshof in der Kärntner Straße in Wien ein Porzellangeschäft. Die Umsätze florierten derart, dass er in der Kärntner Straße Nummer 17 im Jahre 1879 das nach Plänen von Gustav Korompay von Johann Görlich erbaute Porzellanhaus beziehen konnte.
Das Warenhaus Wahliss war ein fünfstöckiges Gebäude, dessen Fassade mit blau-weißen Porzellankacheln von Carl Knoll aus Karlsbad gefliest wurde. Die figurale Giebelbekrönung im zweiten Geschoß schuf der Bildhauer Franz Koch. An seiner Stelle war zuvor das Gasthaus „Zum wilden Mann“ gestanden, das die „groben“ Fuhrleute zu frequentieren pflegten. Zur Eröffnung des Gebäudes erschien Kaiser Franz Joseph I. Der Monarch kam auch zur Besichtigung der luxuriösen Exponate, die 1893 zur Weltausstellung in Chicago gingen. Ab den achtziger Jahren (1883) besaß Wahliss außerdem ein Engrosgeschäft in London.
In Kärnten „sicherte er sich ein bleibendes Andenken“, indem er in Pörtschach 1883 einen großen Grundkomplex von der Landzunge bis zur Hauptstraße erwarb und dort in einem weitläufigen Park ein Dutzend Sommervillen errichtete. Das Badeetablissement Wahliss bildete das „erste Haus“ am Platze. Zu den wöchentlichen Veranstaltungen gehörten zwei Militärkonzerte. Anlässlich der Manöver des Jahres 1899 in Kärnten stattete der Kaiser dem Kurort am sonnigen Nordufer des Wörthersees einen Besuch ab. Wahliss wurde die Ehre zuteil, Sr. Majestät seine im Dienste des Fremdenverkehrs stehenden Einrichtungen zu zeigen. In angeregtem Gespräch führte er den Monarchen durch die Anlagen. Das offizielle Programm musste sogar abgeändert werden, weil Franz Joseph die Villa IX besichtigen wollte. Mit Staunen nahm die Begleitung wahr, wie Wahliss seinen allerhöchsten Gast entführte. Zu Kaisers Geburtstag am 18. August wurden bei Wahliss alljährlich große Seefeste veranstaltet, die mehrere Tage dauerten und mit einem Festball endeten.
1891 bezog der Mittfünfziger Ernst Wahliss auch den Kurort Velden in seine Interessen ein: Er erwarb um 45.000 Gulden die Ruine des historischen Schlosses Velden und ließ das Gebäude nach alten Ansichten wieder aufbauen, allerdings nur mehr zweigeschoßig. Das Schloss wurde zu einem Luxushotel adaptiert und verfügte mit den Dependancen Parkvilla und Strandvilla über 150 Zimmer. Im ersten Jahr nach der Eröffnung des Betriebes stieg der Tourismus in Velden um 24 %.
Mitte der neunziger Jahre griff der Millionär Wahliss dem evangelischen Pfarrer in Waiern mit einem zinsenlosen Kredit in Höhe von 10.000 Gulden unter die Arme, damit dieser für ein evangelisches Schülerheim in Klagenfurt ein Haus erwerben konnte.
Der Schöpfer der Tourismuszentren in Pörtschach und Velden war eine markante Erscheinung. Der Herr Kommerzialrat hatte die Hände stets hinten am Rücken und trug häufig ein Samtbarrett. Wegen seines Patriarchenbartes wurde er bisweilen mit dem Komponisten Johannes Brahms verwechselt, der des Öfteren in Pörtschach weilte und dort Tage verlebte, an denen ihm das Komponieren leicht von der Hand ging.
Ernst Wahliss litt an Asthma. Im Juli 1900 erkrankte er an einer Lungenentzündung, die innerhalb einer Woche zum Tode führte. Der erfolgreiche Geschäftsmann, Industrielle und Pionier der Tourismuswirtschaft starb im 64. Lebensjahr, als er am 18. Juli 1900 in Wien seine Augen schloss.

## Film
- Von Porzellan und Sommerfrische – Die Geschichte des Ernst Wahliß. Dokumentarfilm mit szenischer Dokumentation, Österreich, 2015, 24 Min., Buch: Christian Hölbling, Kamera: Gerhard Lapan, Produktion: Focus Film, ORF-Landesstudio Kärnten, Reihe: Erlebnis Österreich, Erstsendung: 12. April 2015 bei ORF2, Inhaltsangabe von ARD.